# Aero Ae-45
Aero 45 je dvomotorno propelersko letalo, ki so ga zasnovali v Češkoslovaški po 2. svetovni vojni. Bil je prvo Češkoslovaško povojno letalo in tudi komercialno uspešen z okrog 600 izdelanimi. Snovanje se je začelo leto 1946, glavni inženirji so bili Jiři Bouzek, Ondřej Němec in František Vik.

## Specifikacije (Aero 145)
Podatki iz Jane's All The World's Aircraft 1961–62; Taylor 1961, pp. 37–38
Splošne karakteristike
- Posadka: 1 pilot
- Število sedežev: 3-4 potnikov
- Dolžina: 7,77 m (25 ft 6 in)
- Razpon kril: 12,25 m (46 ft 21⁄2 in)
- Višina: 2,30 m (7 ft 6 in)
- Površina kril: 17,1 m² (184 ft²)
- Aeroprofil: Aero No. 58-64
- Teža praznega letala: 960 kg (2116 lb)
- Naložena teža: 1500 kg (3306 lb)
- Maks. vzletna teža: 1600 kg (3527 lb)
- Pogon letala: 2 ×  Zračnohljaeni 4-valjni vrstni motor Walter M 332-III, 104 kW (140 KM)  vsak

 Zmogljivost 
- Maks. hitrost: 282 km/h (152 vozlov, 175 mph)
- Potovalna hitrost: 250 km/h (135 vozlov, 155 mph)
- Doseg: 1700 km (918 nmi, 1055 milj)
- Višina leta: 5900 m (19360 ft)
- Hitrost vzpenjanja: 5,0 m/s (985 ft/min)
- Obremenitev kril: 88 kg/m² (18 lb/ft²)
- Razmerje moč/teža: 0,08 kW/kg (0,05 KM/lb)